# Cantonul Chazelles-sur-Lyon
Cantonul Chazelles-sur-Lyon este un canton din arondismentul Montbrison, departamentul Loire, regiunea Rhône-Alpes, Franța.

## Comune
| Comune                | Populație (1999) | Cod poștal | Cod INSEE |
| --------------------- | ---------------- | ---------- | --------- |
| Châtelus              | 108              | 42140      | 42055     |
| Chazelles-sur-Lyon    | 4 801            | 42140      | 42059     |
| Chevrières            | 845              | 42140      | 42062     |
| La Gimond             | 217              | 42140      | 42100     |
| Grammond              | 751              | 42140      | 42102     |
| Maringes              | 566              | 42140      | 42138     |
| Saint-Denis-sur-Coise | 548              | 42140      | 42216     |
| Saint-Médard-en-Forez | 806              | 42330      | 42264     |
| Viricelles            | 333              | 42140      | 42335     |
| Virigneux             | 465              | 42140      | 42336     |